# Elezioni parlamentari in Estonia del 1929
Le elezioni parlamentari in Estonia del 1929 si tennero dall'11 al 13 maggio per il rinnovo del Riigikogu.

## Risultati
| Liste                                                            | Voti    | %     | Seggi |
| ---------------------------------------------------------------- | ------- | ----- | ----- |
| Partito Socialista Estone dei Lavoratori                         | 121 024 | 23,97 | 25    |
| Assemblee dei Contadini                                          | 116 715 | 23,11 | 24    |
| Partito dei Coloni                                               | 69 069  | 13,68 | 14    |
| Partito Estone del Lavoro                                        | 51 527  | 10,20 | 10    |
| Partito Popolare Estone                                          | 45 033  | 8,92  | 9     |
| Partito Estone dei Lavoratori                                    | 31 094  | 6,16  | 6     |
| Partito Popolare Cristiano                                       | 20 863  | 4,13  | 4     |
| Partito Germano-Baltico - Lega Popolare Svedese                  | 16 235  | 3,21  | 3     |
| Partito dei Proprietari di Case                                  | 14 627  | 2,90  | 3     |
| Unione Nazionale Russa in Estonia                                | 12 797  | 2,53  | 2     |
| Lavoratori, affittuari, pescatori e piccoli proprietari terrieri | 6 012   | 1,19  | –     |
| Totale                                                           | 504 996 | 100   | 100   |

Dati affluenza
- Elettori votanti: 712.670 (senza i militari)
- Affluenza : 508.106 (69,3%) (con i militari)
- Voti non validi : 3.110 (con i militari); 0,6%
- Voti validi: 504.996; 99,4% (con i militari)